# 3e cérémonie des Magritte du cinéma
La 3e cérémonie des Magritte du cinéma, organisée par l'Académie André Delvaux, a eu lieu le 2 février 2013 au Square de Bruxelles et a récompensé les films sortis entre le 16 octobre 2011 et le 15 octobre 2012. Présidée par Yolande Moreau, elle a été présentée par Fabrizio Rongione et diffusée en direct et en clair sur BeTV.
Les nominations ont été annoncées le 10 janvier 2013.

## Palmarès

### Meilleur film
- À perdre la raison de Joachim Lafosse
  - 38 témoins de Lucas Belvaux
  - Dead Man Talking de Patrick Ridremont
  - Mobile Home de François Pirot

### Meilleur réalisateur
- Joachim Lafosse pour À perdre la raison
  - Lucas Belvaux pour 38 témoins
  - Patrick Ridremont pour Dead Man Talking
  - François Pirot pour Mobile Home

### Meilleur film flamand en coproduction
- À tout jamais (Tot altijd)
  - Le Cochon de Madonna (Het varken van Madonna)
  - Little Black Spiders

### Meilleur film étranger en coproduction
- L'Exercice de l'État
  - De rouille et d'os
  - La Part des anges
  - Le Cochon de Gaza

### Meilleur scénario original ou adaptation
- 38 témoins : Lucas Belvaux
  - À perdre la raison : Joachim Lafosse, Matthieu Reynaert
  - Dead Man Talking : Patrick Ridremont, Jean-Sébastien Lopez
  - Mobile Home : François Pirot, Maarten Loix, Jean-Benoît Ugeux

### Meilleure actrice
- À perdre la raison : Émilie Dequenne
  - Au cul du loup : Christelle Cornil
  - Les Tribulations d'une caissière : Déborah François
  - Toutes nos envies : Marie Gillain

### Meilleur acteur
- L'Exercice de l'État : Olivier Gourmet
  - Cloclo : Jérémie Renier
  - De rouille et d'os : Matthias Schoenaerts
  - Le Grand Soir : Benoît Poelvoorde

### Meilleure actrice dans un second rôle
- Camille redouble : Yolande Moreau
  - 38 témoins : Natacha Régnier
  - À perdre la raison : Stéphane Bissot
  - Mobile Home : Catherine Salée

### Meilleur acteur dans un second rôle
- De rouille et d'os : Bouli Lanners
  - Dead Man Talking : Jean-Luc Couchard
  - Dead Man Talking : Denis Mpunga
  - L'Envahisseur : Dieudonné Kabongo

### Meilleur espoir féminin
- Mobile Home : Anne-Pascale Clairembourg
  - Dead Man Talking : Pauline Burlet
  - La Folie Almayer : Aurora Marion
  - Miss Mouche : Mona Jabé

### Meilleur espoir masculin
- La Tête la première : David Murgia
  - Little Glory : Martin Swabey
  - Mobile Home : Gael Maleux
  - Torpedo : Cédric Constantin

### Meilleure image
- L'Hiver dernier : Hichame Alaouie
  - Dead Man Talking : Danny Elsen
  - La Folie Almayer : Remon Fromont

### Meilleur son
- L'Exercice de l'État : Julie Brenta, Olivier Hespel
  - 38 témoins : Henri Morelle, Luc Thomas, Aline Gavroy
  - À perdre la raison : Ingrid Simon, Thomas Gauder

### Meilleurs décors
- Dead Man Talking : Alina Santos
  - L'Envahisseur : Françoise Joset
  - La Folie Almayer : Patrick Dechesne, Alain-Pascal Housiaux

### Meilleurs costumes
- Le Grand Soir : Florence Laforge
  - L'Exercice de l'État : Pascaline Chavanne
  - La Folie Almayer : Catherine Marchand

### Meilleure musique originale
- Mobile Home : François Petit, Michaël de Zanet, Coyote, Renaud Mayeur
  - 38 témoins : Arne Van Dongen
  - L'Hiver dernier : DAAU/ Die Anarchistische Abendunterhaltung

### Meilleur montage
- À perdre la raison : Sophie Vercruysse
  - 38 témoins : Ludo Troch
  - Couleur de peau : miel : Ewin Ryckaert
  - Le Cochon de Gaza : Damien Keyeux

### Meilleur court-métrage
- Le Cri du homard de Nicolas Guiot
  - A New Old Story d'Antoine Cuypers
  - Fable domestique d'Ann Sirot et Raphaël Balboni
  - U.H.T. de Guillaume Senez

### Meilleur documentaire
- Le Thé ou l'Électricité de Jérôme le Maire
  - Bons Baisers de la colonie de Nathalie Borgers
  - Cinéma Inch'Allah ! de Vincent Coen et Guillaume Vandenberghe
  - L'Affaire Chebeya, un crime d'État ? de Thierry Michel

### Magritte d'honneur
- Costa-Gavras

### Premier film
À la différence des autres Magritte, celui du premier film est décerné par le public. Il n'est pas remis lors de la cérémonie des Magritte, mais bien durant la Soirée du cinéma belge, organisée en marge du Festival de Cannes.
- Dead Man Talking de Patrick Ridremont
  - Au cul du loup de Pierre Duculot
  - Couleur de peau : miel de Jung et Laurent Boileau
  - De leur vivant de Géraldine Doignon
  - L'Envahisseur de Nicolas Provost
  - Le Grand Tour de Jérôme le Maire
  - L'Hiver dernier de John Shank
  - JC comme Jésus Christ de Jonathan Zaccaï
  - Miss Mouche de Bernard Halut
  - Mobile Home de François Pirot
  - La Tête la première d'Amélie Van Elmbt
  - Torpedo de Matthieu Donck

## Statistiques

### Nominations multiples
8 : Dead Man Talking
7 : 38 témoins - À perdre la raison - Mobile Home
4 : L'Exercice de l'État - La Folie Almayer
3 : De rouille et d'os
2 : L'Envahisseur - Le Cochon de Gaza - Le Grand Soir

### Récompenses multiples
4 : À perdre la raison
3 : L'Exercice de l'État
2 : Mobile Home